# Tokugawa Ietsugu

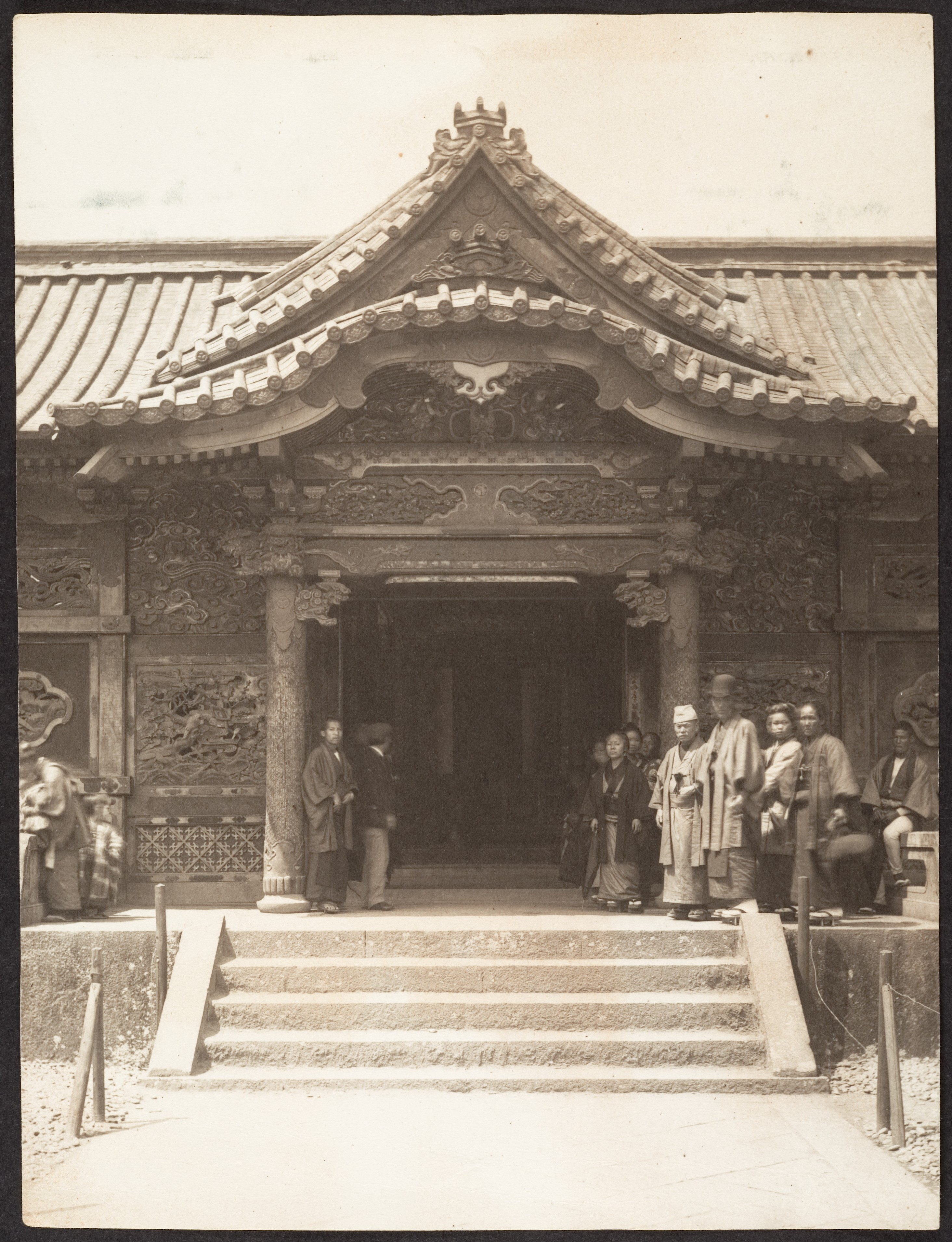
Fotografi av Adolf de Meyer från tidigt 1900-tal över Yūshōin Reibyō, Tokugawa Ietsugus mausoleum.

Tokugawa Ietsugu (; 徳川 家継), född den 8 augusti 1709 var den sjunde shogunen i Tokugawashongunatet och regerade mellan 1713 och 1716. Han var son till Tokugawa Ienobu och därmed sonson till Tokugawa Tsunashige. Hans moder hette Gekkōin.
Hans far Ienobu dog efter en långvarig sjukdom 1712 och lämnade därmed över shogunatet till Ietsugu, som då var blott tre och ett halvt år. Han blev den ende egentlige barnshogunen under Tokugawa-dynastin och fick samme rådgivare som sin fader, akademikern och före detta ronin Arai Hakuseki. Hakuseki som redan utövat stort inflytande över shogunatet fick därmed möjlighet att fortsätta utöva sitt inflytande under ytterligare tre år. Längre än så blev nämligen inte Ietsugus regeringstid, eftersom han dog redan som sexåring.
Ietsugu giftes med Yasonomiya (1709-1717) vid fem års ålder, 1714. Yasonomiya var dotter till Japans 113:e kejsare, Higashiyama.

## Reformer
Under den tid som Ietsugu var shogun genomfördes en myntreform och utlandshandeln i Kyūshū reglerades.  1714 infördes på Hakusekis initiativ en ny valuta i silver och guld, Shotoku Koban, med utökad halt av de ädla metallerna. Valutareformen hängde tätt ihop med utlandshandeln, som 1716 omfattande enbart skepp från kinesiska och holländska handelshus. Handeln var tillåten på en enda plats i Japan, den artificiella ön Dejima (出島) som uppförts 1636, att tjäna som enda kvarvarande plats, där direkt handel och utbyte mellan Japan och världen utanför. I samband med valutareformen utökades handeln med Kina och Nederländerna, så att 30 kinesiska och 2 holländska skepp tilläts angöra Dejima varje år.

## Bortgång
Shogun Ietsugu dog i sviterna av en förkylning 1712, blott sex år gammal. Eftersom hade inte hade några barn eller andra ättlingar dog Tokugawa Ieyasus ättelinje ut. Genom den mer än etthundra år långa ättelinjen fanns emellertid ättlingar som kunde härleda släktskap tillbaka till Ieyasu och från en av dessa linjer valdes den nye shogunen, Tokugawa Yoshimune.

## Perioderna i Ietsugus shogunat
Shogunernas regeringstid brukar indelas i perioder eller eror (nengō).
- Shōtoku (1711–1716)
- Kyōhō (1716–1736)